# Savigny-en-Septaine
Savigny-en-Septaine är en kommun i departementet Cher i regionen Centre-Val de Loire i de centrala delarna av Frankrike. Kommunen ligger  i kantonen Baugy som tillhör arrondissementet Bourges. År 2022 hade Savigny-en-Septaine 710 invånare.

## Befolkningsutveckling
Antalet invånare i kommunen Savigny-en-Septaine
Referens:INSEE